# 못난이에게 꽃다발을
《못난이에게 꽃다발을》(일본어: ブスに花束を。 부스니 하나타바오[*])은 사쿠라 로쿠가 지은 일본의 만화다. 《영 에이스》(KADOKAWA)에서 2016년 5월호부터 2022년 10월호까지 연재되었다. 2017년 픽시브 코믹 연애 부문 1위. 2019년 다음에 올 만화대상 코믹 부문 5위.

## 줄거리
스스로를 못생겼다고 자학하는 고교 1학년생 타바타 하나는 일과 중인 교실 화병에 어울리는 꽃 교환을 위해 이른 아침부터 등교했다. 꽃을 만지고 있는 시간의 즐거움에 잠긴 나머지, 남은 생화를 머리에 꽂고 열에 들어가 있던 중, 우연히 일찍 등교해 온 클래스 1의 리어미츠 미남 우에노 요스케와 마주쳐, 그 모습을 목격당하고 만다. 부끄러운 모습을 볼 수 있었다고 하나는 패닉이 되어, 모든 자학의 상상을 다하지만, 한편으로 이전부터 화병의 생화를 바꾸고 있는 사람에 대해 신경이 쓰이고 있던 요스케는, 그 인물이야말로 타바타 하나라고 알려진 것을 계기로, 그녀와 이야기하게 되어 간다.

## 등장인물
타바타 하나(田端 花)
성우 - 하야미 사오리
본작의 주인공. 생일은 GW 중인 5월 4일. 얌전하고 마음씨 착하지만, 스스로를 '못난이'라고 자각하는 너무 좋지도 나쁘지도 않고 겸허하고, 자학과 자벌이 너무 심한 소녀. 가족 이외에 대해서는 항상 존댓말로 말하고 있다. 시력이 나빠 안경을 쓰고 있으며 체형은 약간 굵다. 어릴 때부터 '못난이'라고 야유를 받거나, 중학교 시절에 반 친구 신야가 '타바타는 못생겼다'라고 말하는 것을 듣고 듣는 등의 쓰라린 경험을 반복하고 있어, 그것이 현재의 성격이나 언동에 영향을 주고 있다.
우에노 요스케(上野 陽介)
성우 - 츠치야 신바
반에서 1등 미남 리아 미츠루. 키 171cm. 생일은 여름방학인 8월 16일. 스포츠 만능으로 누구에게나 상냥하고 친절하게 대한다. 중학교 때는 농구부에 소속되어 있어, 당시부터 여자 인기 발군이었다. 고등학교는 동아리 활동에 소속되지 않고, 오코노미야키 가게에서 아르바이트하고 있다.
우구이스다니 스미레(鶯谷 すみれ)
성우 - 아오야마 요시노
반에서 1번인 미소녀. 겉으로는 밝고 상냥하며, 과자 만드는 것을 좋아하는 소녀로서 행동하고 있지만, 한편으로 계산 높고 엉큼하다고 하는 이면의 얼굴도 함께 가진다.
고탄다 테츠오(五反田 鉄男)
성우 - 호소야 요시마사
요스케의 중학교 시절부터 절친한 친구. 몸집이 큰 선수 타입으로 유도부에 소속되어 있다. 표정이 거의 변하지 않아 스미레에게서는 무슨 생각을 하고 있는지 모른다는 평을 듣는다. 생일은 설 연휴 중인 1월 2일.
신바시 츠토무(新橋 努)
성우 - 하타나카 타스쿠
반의 중심 그룹에 속해 있지만, 항상 두리번두리번 주위를 살피고 있는 '두리번'의 소년. 생일은 봄방학인 3월 30일.
오츠카 사야카(大塚 彩華)
24화에서 첫 등장. 25화에서 하나의 반에 편입한 전학생. 요스케와 테츠오는 같은 중학교 출신으로, 서로 마음을 잘 아는 사이다.
우에노 케이스케(上野 圭介)
성우 - 코이치 마코토
요스케의 남동생. 초등학생이면서 매우 쿨하고 머리가 잘린다. 심부름으로 집에 왔지만, 집 앞에서 주저하고 있던 꽃을 수상한 사람 취급해, 즉 통보하는 등 어른 뺨치는 판단력과 행동력의 소유자.

## TV 애니메이션
2025년 7월부터 TOKYO MX 등에서 방송 중이다.

### 스태프
- 원작 - 사쿠라 로쿠
- 감독·시리즈 구성 - 미나토 미라이
- 조감독 - 오오우치 야마토
- 캐릭터 디자인 - 오오시마 미와
- 서브 캐릭터 디자인 - 비트
- 프롭 디자인 - 타나카 모에
- 색채 설계 - 이가라시 아키라
- 미술 감독 - 나카하라 히데노리
- 미술 3D 오브젝트 디자인 - 에노모토 요시키
- 촬영 감독 - 신타니 유코
- 편집 - 콘도 유지
- 음향 감독 - 츠치야 마사노리
- 음악 - 하야시 유키, 야마코시 쇼고
- 음악 제작 - 그라운딩 랩
- 프로듀서 - 아오이 히로유키, 요시오 소타, 코하마 타쿠미, 카네코 하야토, 히구레 코키, 카네코 히로타카
- 애니메이션 프로듀서 - 우에노 유키
- 애니메이션 제작 - SILVER LINK.
- 제작 - 못난이에게 꽃다발을 제작위원회

### 주제가
BLOOM(feat. Ayumu Imazu)
TWS에 의한 오프닝 테마. 작사는 Ayumu Imazu, 작곡·편곡은 Ayumu Imazu, A.G.O.
スーベニア
GLASGOW에 의한 엔딩 테마. 작사는 후지모토 에이타, 야사시사, 작곡은 아라타니, 야사시사, 편곡은 GLASGOW.

### 에피소드 목록
| 화수  | 제목                                    | 각본          | 그림 콘티           | 연출            | 작화 감독 | 방송일        |                |
| ----- | --------------------------------------- | ------------- | ------------------- | --------------- | --- | ------------- | -------------- |
| 제1화 | 喪女とリア充 못난이와 인기인            | 미나토 미라이 | 미나토 미라이       | 미나토 미라이   | 포우 지펑우 호시노 미나미 | 오오시마 미와 | 2025년 7월 4일 |
| 제2화 | モブ女子の身の振り方 못난이의 처신법    | 호시노 나나미 | 오키타 미야나       | 미나토 미라이   | 핫토리 켄지 혼다 소이치 타카노 나오 사쿠라이 타쿠로 마츠우라 사토미 이케즈 히사에 마츠이 쿄스케 BEEP 주문당 사와이리 유키                | 오오시마 미와 | 7월 11일       |
| 제3화 | 喪女と高嶺の花 못난이와 절벽 위의 꽃    | 요코테 미치코 | 니헤이 유이치       | 미나토 미라이   | 코마키 요코 카키우치 아야코 마에하라 카오루 나카지마 츄지 카와구치 히로아키 지펑우 세토 요시카네 마에다 아야 유키요노 노노 니시다 미야코 | 사와이리 유키 | 7월 18일       |
| 제4화 | 喪女と今ドキ男子 못난이와 요즘 남자아이 | 호시노 나나미 | 카와구치 케이이치로 | 오오우치 야마토 | 포우 다바 이사미 아오키 신페이 紫灯珈 시미즈 료타 야다 타츠야 우에아카 유카리                                                            | 오오시마 미와 | 7월 25일       |
| 제5화 | 女子ってわかんない 여자는 모르겠어      | 모리에 미사키 | 미나토 미라이       | 미나토 미라이   | 엔도 다이스케 아다치 아스미 마루오 하지메                                                                                                | 사와이리 유키 | 8월 1일        |